# Lista över countyn i Mississippi

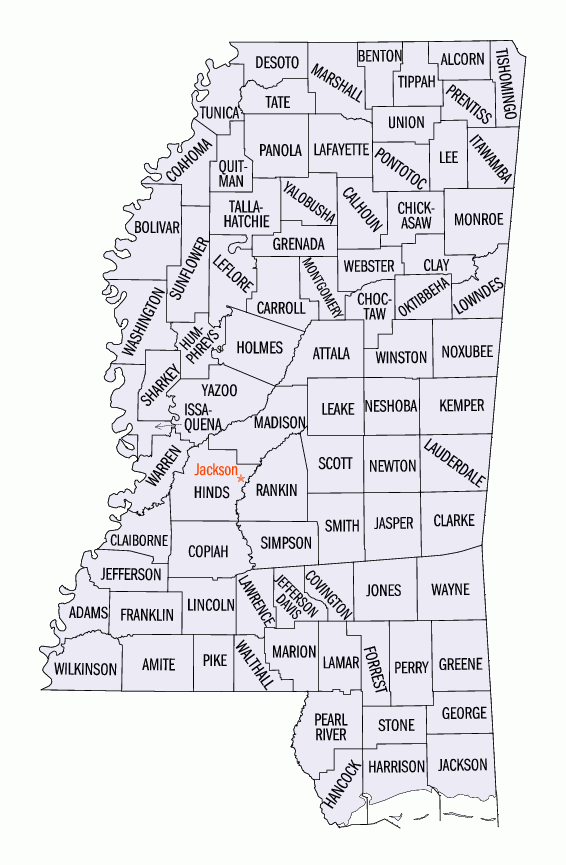
Mississippis countyn.

Detta är en lista över de 82 countyn som finns i delstaten Mississippi i USA.
| County                 | Centralort (County Seat) |
| ---------------------- | ------------------------ |
| Adams County           | Natchez                  |
| Alcorn County          | Corinth                  |
| Amite County           | Liberty                  |
| Attala County          | Kosciusko                |
| Benton County          | Ashland                  |
| Bolivar County         | Cleveland Rosedale       |
| Calhoun County         | Pittsboro                |
| Carroll County         | Carrollton               |
| Chickasaw County       | Houston Okolona          |
| Choctaw County         | Ackerman                 |
| Claiborne County       | Port Gibson              |
| Clarke County          | Quitman                  |
| Clay County            | West Point               |
| Coahoma County         | Clarksdale               |
| Copiah County          | Hazlehurst               |
| Covington County       | Collins                  |
| DeSoto County          | Hernando                 |
| Forrest County         | Hattiesburg              |
| Franklin County        | Meadville                |
| George County          | Lucedale                 |
| Greene County          | Leakesville              |
| Grenada County         | Grenada                  |
| Hancock County         | Bay St. Louis            |
| Harrison County        | Gulfport Biloxi          |
| Hinds County           | Jackson Raymond          |
| Holmes County          | Lexington                |
| Humphreys County       | Belzoni                  |
| Issaquena County       | Mayersville              |
| Itawamba County        | Fulton                   |
| Jackson County         | Pascagoula               |
| Jasper County          | Bay Springs Paulding     |
| Jefferson County       | Fayette                  |
| Jefferson Davis County | Prentiss                 |
| Jones County           | Ellisville Laurel        |
| Kemper County          | De Kalb                  |
| Lafayette              | Oxford                   |
| Lamar County           | Purvis                   |
| Lauderdale County      | Meridian                 |
| Lawrence County        | Monticello               |
| Leake County           | Carthage                 |
| Lee County             | Tupelo                   |
| Leflore County         | Greenwood                |
| Lincoln County         | Brookhaven               |
| Lowndes County         | Columbus                 |
| Madison County         | Canton                   |
| Marion County          | Columbia                 |
| Marshall County        | Holly Springs            |
| Monroe County          | Aberdeen                 |
| Montgomery County      | Winona                   |
| Neshoba County         | Philadelphia             |
| Newton County          | Decatur                  |
| Noxubee County         | Macon                    |
| Oktibbeha County       | Starkville               |
| Panola County          | Batesville Sardis        |
| Pearl River County     | Poplarville              |
| Perry County           | New Augusta              |
| Pike County            | Magnolia                 |
| Pontotoc County        | Pontotoc                 |
| Prentiss County        | Booneville               |
| Quitman County         | Marks                    |
| Rankin County          | Brandon                  |
| Scott County           | Forest                   |
| Sharkey County         | Rolling Fork             |
| Simpson County         | Mendenhall               |
| Smith County           | Raleigh                  |
| Stone County           | Wiggins                  |
| Sunflower County       | Indianola                |
| Tallahatchie County    | Charleston Sumner        |
| Tate County            | Senatobia                |
| Tippah County          | Ripley                   |
| Tishomingo County      | Iuka                     |
| Tunica County          | Tunica                   |
| Union County           | New Albany               |
| Walthall County        | Tylertown                |
| Warren County          | Vicksburg                |
| Washington County      | Greenville               |
| Wayne County           | Waynesboro               |
| Webster County         | Walthall                 |
| Wilkinson County       | Woodville                |
| Winston County         | Louisville               |
| Yalobusha County       | Coffeeville Water Valley |
| Yazoo County           | Yazoo City               |